# بني ماضي
قرية بنى ماضي هي إحدى القرى التابعة لمركز ببا في محافظة بني سويف في جمهورية مصر العربية. حسب إحصاءات سنة 2006، بلغ إجمالي السكان في بنى ماضي 5625 نسمة، منهم 2739 رجل و2886 امرأة.